# Condado de Clarion
O Condado de Clarion é um dos 67 condados do Estado americano da Pensilvânia. A sede do condado é Clarion, e sua maior cidade é Clarion. O condado possui uma área de 1 577 km²(dos quais 17 km² estão cobertos por água), uma população de 41 765 habitantes, e uma densidade populacional de 27 hab/km² (segundo o censo nacional de 2000). O condado foi fundado em 11 de março de 1839.

## Distritos do Condado
- East Brady